# 발리노르
발리노르(Valinor)는《실마릴리온》, 《반지의 제왕》, 《호빗》에서 등장하는 지명이다.

## 개요
발리노르는 벨레가에르 해 서쪽에 있는 아만 대륙에 세워진 국가이다. 불멸의 땅이라는 이명이 있다. 거주하는 이들이 아이누와 요정과 같은 불멸의 존재들이기 때문이다. 
예외적으로 죽음을 맞게 되는 존재가 오는 경우도 있는데 대표적으로 투오르, 에아렌딜, 난쟁이 김리 그리고 절대반지를 소유했던 호빗 빌보와 프로도 등이 있다.
거의 모든 아이누와 엘다르에게 소중한 곳으로 축복받은 땅, 서녘으로 불린다. 이렇게 긍정적으로 서술되지만, 영생목의 죽음, 핀웨의 죽음을 비롯한 놀도르의 만행 같은 비극도 서려있다. 근본적으로 이 불길함은 모두 모르고스로부터 유래되었다.
본래 가운데땅에서 항해를 통해 물리적으로 닿을 수 있는 곳이었으나, 아칼라베스 이후에 다른 차원으로 분리돼서 직항로를 통해서만 갈 수 있게 되었다.

## 발리노르의 기원
아르다가 창조된 이후에 세상을 밝히는 최초의 광원은 일루인과 오르말이라는 두 등불이었다. 일루인과 오르말이 아르다의 남쪽과 북쪽에서 밝게 빛나고 있었을 때 아르다는 대칭적인 형태를 가지고 있었다. 발라들은 두 등불의 빛이 교차하는 알마렌에 국가를 세우고 아름답게 가꾸었다.
하지만 멜코르에 의해 두 등불이 붕괴되었다. 거대한 등불의 붕괴는 아르다의 구조에 되돌릴 수 없는 변동을 불러왔고, 대륙은 여러갈래로 쪼개지게 된다. 아르다를 훼손하고 싶지 않았던 발라는 쪼개진 대륙 중 서쪽의 아만으로 건너가 발리노르를 세웠다.

## 역사
등불이 파괴된 뒤 아이누들은 아만 대륙으로 건너갔다. 그리고 악한 세력들을 막기 위해 아르다에서 가장 높은 펠로리 산맥을 대륙 동편에 일으켜 세웠다. 그리고 에젤로하이르 언덕에 야반나가 노래로 두싹을 틔웠고, 이것이 자라나 아만대륙 전체를 밝게 비추는 텔페리온과 라우렐린이 되었다. 그리고 발리노르를 건설하였다. 이 도시는 알마렌에 있던 도시보다 아름다웠다.
시간이 흘러 나무의 시대 1050년 경에 쿠이비에넨 근처에서 요정들이 깨어난다. 그러나 발리노르에 있던 발라들은 이 사실을 모르고 있었고, 멜코르가 이를 먼저 알아채고 요정들을 납치, 고문한다.
어느 날 가운데땅을 지나던 발라 오로메가 요정들을 발견했다. 오로메는 이 사실을 다른 발라들에게 알렸고, 요정들을 구하기 위해 권능들의 전쟁이 벌어진다. 이 전쟁에서 멜코르는 패배해 3세기 동안 구금된다. 발라들은 일루바타르의 첫번째 자손인 요정들을 본인들 곁에 두고 가르치고 싶어했다. 그래서 잉궤, 핀웨, 엘웨를 발리노르에 사절로 불러 나무의 빛을 목도하게 한 후에 이주를 결정하게 했다. 많은 요정들이 서녘으로 이동하는 것에 참여했지만, 여정이 길어지면서 바냐르, 놀도르, 팔마리만이 발리노르에 도착했다.
요정들이 도착한 이후에 발리노르는 더더욱 발전하여, 어느 하나도 의미 없는 게 없는 신성한 땅으로 자리 잡았다. 그러나 멜코르가 반성한 척을 하고 풀려나자 발리노르에는 어두운 사건들이 벌어진다. 멜코르는 기술전파를 하며 뒤로는 유언비어를 퍼뜨리고 있었다. 이 유언비어를 믿은 페아노르는 동생들에게 칼을 겨누고, 결국 추방된다.
멜코르는 추방당한 페아노르를 찾아가 그를 회유하려 들었지만, 오히려 본 속셈을 간파당해 모욕만 당한다. 이에 분노한 멜코르는 발리노르의 축제기간을 노려 핀웨를 살해하고 실마릴을 훔친다. 그 후 거대거미 웅골리안트와 함께 두 영생목을 살해한다. 목적을 달성한 멜코르는 가운데땅의 앙그반드로 돌아간다.
핀웨가 살해당하고, 실마릴까지 사라진 걸 알게 된 페아노르는 매우 분노하여, 멜코르를 모르고스라고 부르게 된다. 그리고 일루바타르의 이름에 대고 페아노르의 맹세를 선포하며 놀도르들을 설득한다. 이후 페아노르가 이끄는 놀도르는 알쿠알론데로 가 팔마리들에게 배를 빌려달라고 한다. 그들이 이를 거절하자 죽이고 배를 탈취한다. 이때문에 동족살상을 한 놀도르에게는 만도스의 저주가 내려진다.
이후에 태양의 시대에는 주요배경이 가운데땅으로 넘어가기 때문에 등장이 많지 않다. 에아렌딜이 제1시대 말에 발리노르로 찾아간 발라들의 용서를 구한 일, 제2시대에 타락한 누메노르인들이 발리노르를 정복하려 한 일, 제3시대 말과 제4시대 초에 빌보, 프로도, 김리가 건너간 일 정도가 언급된다.

## 속한 구역
- 펠로리 산맥(Pelóri, 방벽, defensive heights) : 아만 대륙 동쪽에 세워진 아르다에서 가장 높은 산맥이다.
  - 타니퀘틸(Taniquetil, 눈 쌓인 고봉, High-Snow-Peak) : 펠로리 산맥에서 가장 높은 산으로 칼라키랴 남쪽에 위치해 있다. 다른 이름으로는 오이올로세(Oiolossë, 영원한 순백, Everlasting whiteness), 엘레르리나(Elerrína, 별의 왕관, Crowned with Stars), 아몬 우일로스(Amon Uilos, 만년설산, Mount Everwhite)가 있다.
    - 일마린(Ilmarin, 천공의 저택, Mansion of the High Airs) : 타니퀘틸에 위치한 저택으로 발라의 수장인 바람의 만웨와 빛의 바르다가 거주하는 궁전이다.

  - 칼라키랴(calacirya, 빛의 틈, Pass of Light) : 아만의 동쪽에 방벽처럼 서 있는 펠로리 산맥의 유일하게 갈라진 틈이다.
- 에젤로하르(Ezellohar, 녹색 언덕, the green mound) : 아만 대륙 중앙, 발리마르의 앞에 있는 언덕으로 이곳에서 텔페리온과 라우렐린이 자라나 빛을 발했다.
- 엘다마르(Eldamar, 요정들의 집, Elvenhome) : 아만 동부에 세워진 요정들의 왕국으로 그 규모는 알려지지 않았지만 티리온을 수도로 두고 있었으며, 톨 에렛세아와 알쿠알론데도 엘다마르의 일부였다.
  - 투나(Túna) : 놀도르의 도시 티리온이 위치한 언덕이다.
    - 티리온(Tirion, 감시탑, Watch-tower) : 바냐르와 놀도르가 살던 도시이지만 바냐르가 아이누와 더 가까이 살기 위해 타니퀘틸로 이주하며, 놀도르의 도시가 되었다. 가운데땅에 세워진 곤돌린 왕국은 티리온을 본따 만든 도시였다.

  - 엘다마르 만(Bay of Eldamar) : 칼라키랴 동쪽에 위치한 만으로 항구도시 알쿠알론데가 이곳에 있었다.
    - 알쿠알론데(Alqualondë, 백조의 항구, Haven of the Swan)) : 아만 동쪽에 위치한 팔마리들의 도시이다. 싱골의 동생 올웨가 왕으로 있었으며, 요정의 동족살해가 벌어졌을 때 많은 팔마리들이 죽임을 당했다.

  - 톨 에렛세아(Tol Eressëa, 외로운 섬, Lonely Isle) : 엘다마르 만 앞에 위치한 섬이다. 울모가 이 섬으로 엘다르를 발리노르로 이주시켰다. 누메노르인들은 이 섬을 발리노르 본토로 착각했다.
    - 아발론(Avallonë, 엘다르의 항구, Haven of the Eldar) : 톨 에렛세아에 위치한 항구도시이다. 텔레리 요정들이 살고 있다.
- 발마르(Valmar, 발라들의 집, Valar-home) : 발리마르(Valimar)라고도 불리는 발리노르의 도시이다. 에젤로하르 언덕의 서쪽에 위치하였으며, 발라와 마이아 같은 아이누들이 거주하는 도시이다.
- 포르메노스(Formenos, 북쪽 요새, Northern fortress) : 페아노르가 티리온에서 추방된 뒤 아만 북부에 건설한 요새형 도시이다. 핀웨가 이곳에서 모르고스에게 살해당했다.
- 로리엔(Lórien) : 발라 이르모가 가꾸는 정원으로, 온 아르다에서 가장 아름다운 장소라고 한다.
- 만도스의 전당(Hall of Mandos) : 만도스로 알려진 발라 나모가 거주하는 곳으로 죽은 요정들의 영혼이 모이는 곳이다.

## 같이 보기
- 아스가르드
- 엘리시온